# Boling-Iago
Boling-Iago és una concentració de població designada pel cens dels Estats Units a l'estat de Texas. Segons el cens del 2000 tenia 1.271 habitants.

## Demografia
Segons el cens del 2000, Boling-Iago tenia 1.271 habitants, 434 habitatges, i 329 famílies. La densitat de població era de 70,4 habitants per km².
Dels 434 habitatges en un 39,6% hi vivien nens de menys de 18 anys, en un 55,3% hi vivien parelles casades, en un 13,4% dones solteres, i en un 24% no eren unitats familiars. En el 21,2% dels habitatges hi vivien persones soles el 12% de les quals corresponia a persones de 65 anys o més que vivien soles. El nombre mitjà de persones vivint en cada habitatge era de 2,93 i el nombre mitjà de persones que vivien en cada família era de 3,37.
Per edats la població es repartia de la següent manera: un 29,6% tenia menys de 18 anys, un 11,3% entre 18 i 24, un 26,3% entre 25 i 44, un 20,6% de 45 a 60 i un 12,3% 65 anys o més.
L'edat mediana era de 33 anys. Per cada 100 dones de 18 o més anys hi havia 98 homes.
La renda mediana per habitatge era de 28.203 $ i la renda mediana per família de 30.547 $. Els homes tenien una renda mediana de 22.212 $ mentre que les dones 12.198 $. La renda per capita de la població era de 13.261 $. Aproximadament el 15,2% de les famílies i el 16% de la població estaven per davall del llindar de pobresa.

## Poblacions properes
El següent diagrama mostra les poblacions més properes.